# Дунавская волость
Дунавская волость (латыш. Dunavas pagasts) — одна из двадцати пяти территориальных единиц Екабпилсского края Латвии. Расположена на левом берегу Даугавы. Граничит с Засской, Рубенской и Дигнайской волостями своего края, Ерсикской волостью Ливанского края, Двиетской и Ницгальской волостями Даугавпилсского края.
Крупнейшими населёнными пунктами волости являются: Дунава (волостной центр), Цукурини, Судрабкалнс, Таденава.
По территории волости протекают реки Даугава, Эглона, Мелнупите, Олая, Пунтоука, Скуйупите.

## История
В 1945 году в Рубенской волости Илукстского уезда был образован Дунавский сельский совет. После отмены в 1949 году волостного деления Дунавский сельсовет входил поочерёдно в состав Акнистского (1949—1956), Даугавпилсского (1964—1967) и Екабпилсского (1967—1990) районов. 
В 1954 году к Дунавскому сельсовету был присоединён ликвидированный Эглонский сельсовет. В 1956 году Дунавский сельсовет был расформирован, его территории были частично присоединены к Рубенскому сельсовету и к колхозу им. Судрабкална Дигнайского сельсовета. В 1964 году Дунавский сельсовет был восстановлен и к нему были добавлены части территорий Двиетского и Рубенского сельсоветов. 
В 1990 году Дунавский сельсовет был реорганизован в волость. В 2009 году, по окончании латвийской административно-территориальной реформы, Дунавская волость вошла в состав Екабпилсского края.

## Известные люди
- Райнис (Янис Плиекшанс, 1865—1929) — латышский поэт, драматург, переводчик, политик и общественный деятель.